# Maciej Osiecki

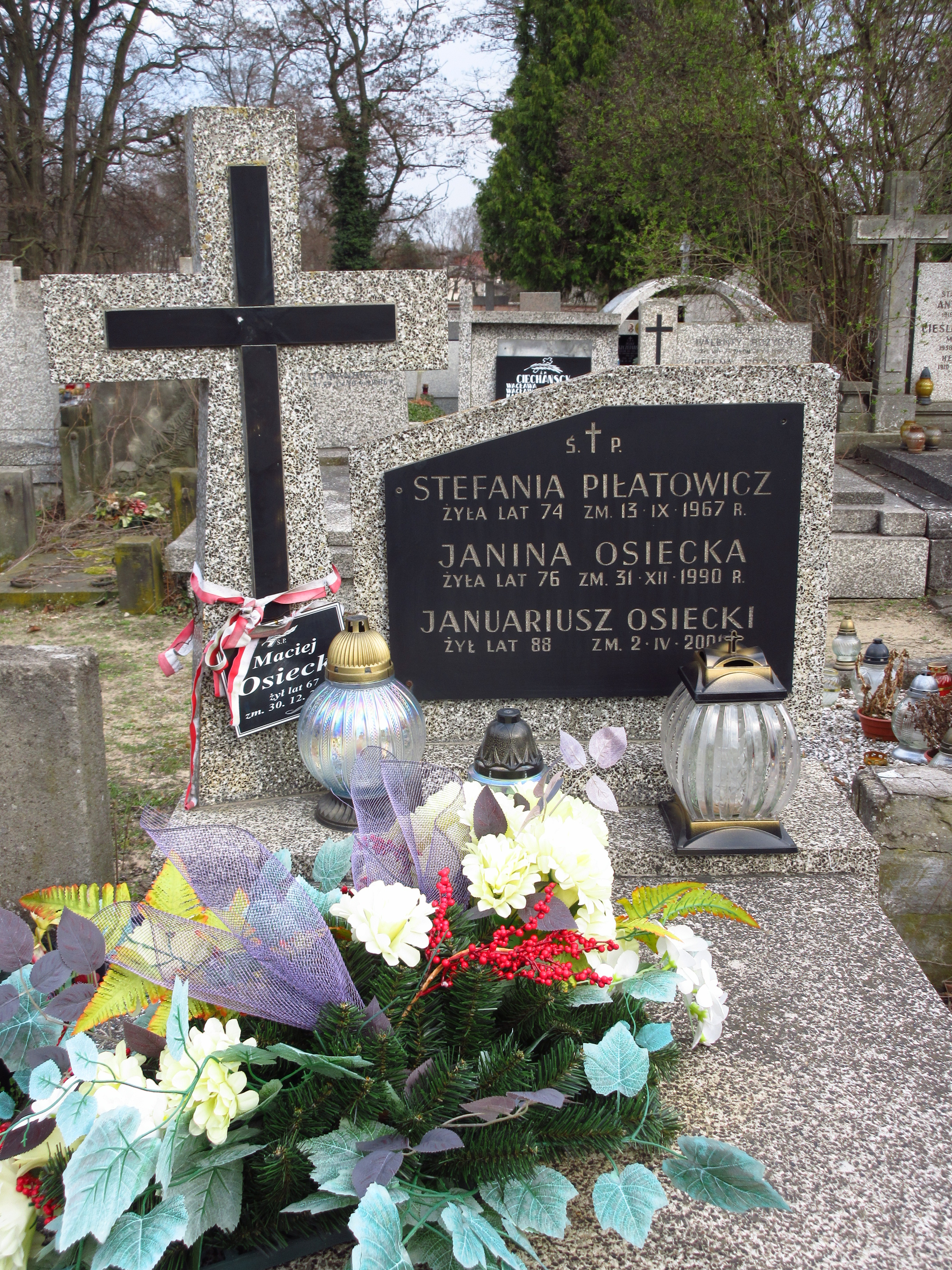
Grób Macieja Osieckiego na Cmentarzu Bródnowskim.

Maciej Osiecki (ur. 15 stycznia 1952 we Wleniu, zm. 30 grudnia 2019 w Warszawie) – polski fotograf. Członek ZPAF. Należał do Stowarzyszenia Dokumentalistów Droga. Syn Januariusza, żołnierza AK i Janiny z d. Piłatowicz. Współtwórca nurtu fotografii socjologicznej PRL.

## Działalność
Już w wieku 20 lat rozpoczął współpracę ze Studencką Agencją Fotograficzną. W latach 70. i 80. fotografował dla najpopularniejszych pism młodzieżowych takich jak Itd, Na Przełaj, Kurier Polski, Razem. W latach 90. Osiecki poświęcił się głównie fotografii prasowej i reklamowej. W 1999 roku rozpoczął prowadzenie Letnich Warsztatów dla Młodzieży Europejskiej w Rodowie na Mazurach.
W latach 2006–2014 pracował w Kancelarii Prezydenta Rzeczypospolitej Polskiej jako fotograf Pierwszej Damy Marii Kaczyńskiej.
Pochowany na cmentarzu Bródnowskim w Warszawie (kwatera 35K-4-9).

## Wystawy
Fotografie Osieckiego można było zobaczyć na wielu wystawach zbiorowych i indywidualnych:
- Fotographia Polska, 1879–1979 International Center of Photography New York 7/25/1979 – 9/15/1979
- Polska fotografia socjologiczna Bielsko-Biała 1980
- Jaszczurowa Galeria Fotografii Kraków 1979
- Fotografia narzekająca Bielsko-Biała 1991
- Dokument czasu – lata 1970/80 – 2005[4]
- Polska lat 70 – 2008[5]

## Fotografia dokumentalna
- Dokumentacja fotograficzna I i II wizyty Papieża Jana Pawła II w Polsce
- Zdjęcia ze strajków w Stoczni Gdańskiej im. Lenina 1980
- Ilustracje do książki o prof. Zbigniewie Relidze

## Nagrody
- Dwukrotnie Nagroda na Konkursach Fotografii Prasowej
- I Nagroda na Konkursie Fotografii Socjologicznej 1979
- I Nagroda Specjalna Vidical 2005 za kalendarz „Polskie twarze”[6]